# Al Entag Al Harby
Maillots
Le Al Entag Al Harby Sporting Club (en arabe : نادي الإنتاج الحربي  الرياضية), plus couramment abrégé en Al Entag Al Harby, est un club égyptien de football fondé en 2004 et basé au Caire, la capitale du pays.
Le club (qui signifie Production Militaire en français) évolue actuellement en première division.

## Histoire
Le club représente le Ministère de production militaire. Il fait pour la première fois son entrée en division 1 égyptienne au cours de la saison 2009-2010.
Le club joue ses matchs à domicile dans le Stade Al Salam (Stade de la production militaire).

## Palmarès
Néant

## Entraîneurs
- Ismaïl Youssef[1]